# Olena Chevtchenko
Olena Chevtchenko (en ukrainien : Олена Олегівна Шевченко, née en 1982) est une militante ukrainienne des droits des femmes et des droits LGBTQI+.
Après avoir travaillé comme enseignante, elle participe à la fondation de l'ONG Insight en 2007 pour défendre l’inclusion LGBTQI+ sur les plateformes féministes. Elle est à l'initiative de plusieurs événements annuels, notamment la marche pour la Journée internationale des droits des femmes, la Journée du souvenir trans et le Festival de l'égalité, visant à protester contre les discriminations à l'égard des femmes et de la communauté LGBTQI+ en Ukraine et dans d'autres pays de l'ex-Union soviétique. Ses adversaires l'ont agressée plusieurs fois, et s'en sont également pris à des évènements qu'elle organisait.
Chevtchenko a co-présidé le Conseil LGBT d'Ukraine et a fait partie du Conseil d'administration de l'Organisation internationale des jeunes, étudiants et étudiantes lesbiennes, gays, bisexuelles, transgenres, queers et intersexes (IGLYO). Elle est membre du conseil d'administration de la branche européenne de l'Association internationale des personnes lesbiennes, gays, bisexuelles, transgenres et intersexuées et du réseau EuroCentralAsianLesbian* Community (EL*C). Elle est l'une des militantes LGBTQI+ les plus visibles d'Ukraine et, en 2021, son travail en faveur des droits humains a été reconnu par la Tulipe des Droits humains du ministère néerlandais des Affaires étrangères. En 2022, elle a reçu le Prix international de la ville de Paris pour les droits des personnes LGBTQI+ en reconnaissance du travail d'Insight.

## Jeunesse et éducation
Olena Olehivna Chevtchenko, parfois appelée Lena, est née en 1982 dans le district de Darnytskyi à Kiev, alors territoire de la République socialiste soviétique d'Ukraine. Son père, de confession juive, travaille comme cordonnier puis dans le bâtiment. La famille déménage souvent, vivant dans la pièce unique d'une maison d'hôtes lorsque Chevtchenko est en première année d'école primaire. Dès l'âge de neuf ans, elle commence à étudier le judo et s'intéresse à la lutte libre, sport dominé par les hommes. Chevtchenko intègre l'équipe nationale de lutte au lycée et continue de pratiquer à l'université. Elle est pesco-végétarienne et évite les produits laitiers. À quatorze ans, Chevtchenko a déjà conscience qu'elle est lesbienne, mais ne savait pas grand chose de l'homosexualité jusqu'à ses vingt ans.
Chevtchenko remporte une médaille d'or à l'obtention de son diplôme d'études secondaires et est honorée en 2001 avec la médaille d'étudiant de Kiev pour la culture physique et les sports . Elle étudie ensuite à la faculté des sciences de la vie de l'Université pédagogique nationale Drahomanov, où elle obtient son diplôme d'enseignante avec mention, puis une maîtrise en sociologie de l'Université nationale Académie Mohyla de Kiev  . Pendant ses études universitaires, elle est entraîneuse de lutte libre pour le club sportif Olympus de l'université Drahomanov. En 2004, elle participe à une course des Fiertés non publicisée, avec dix autres activistes. Les personnes participant à la « Course pour la Vie » arborent des bandanas arc-en-ciel et portent un drapeau fait main.

## Carrière

### Enseignement

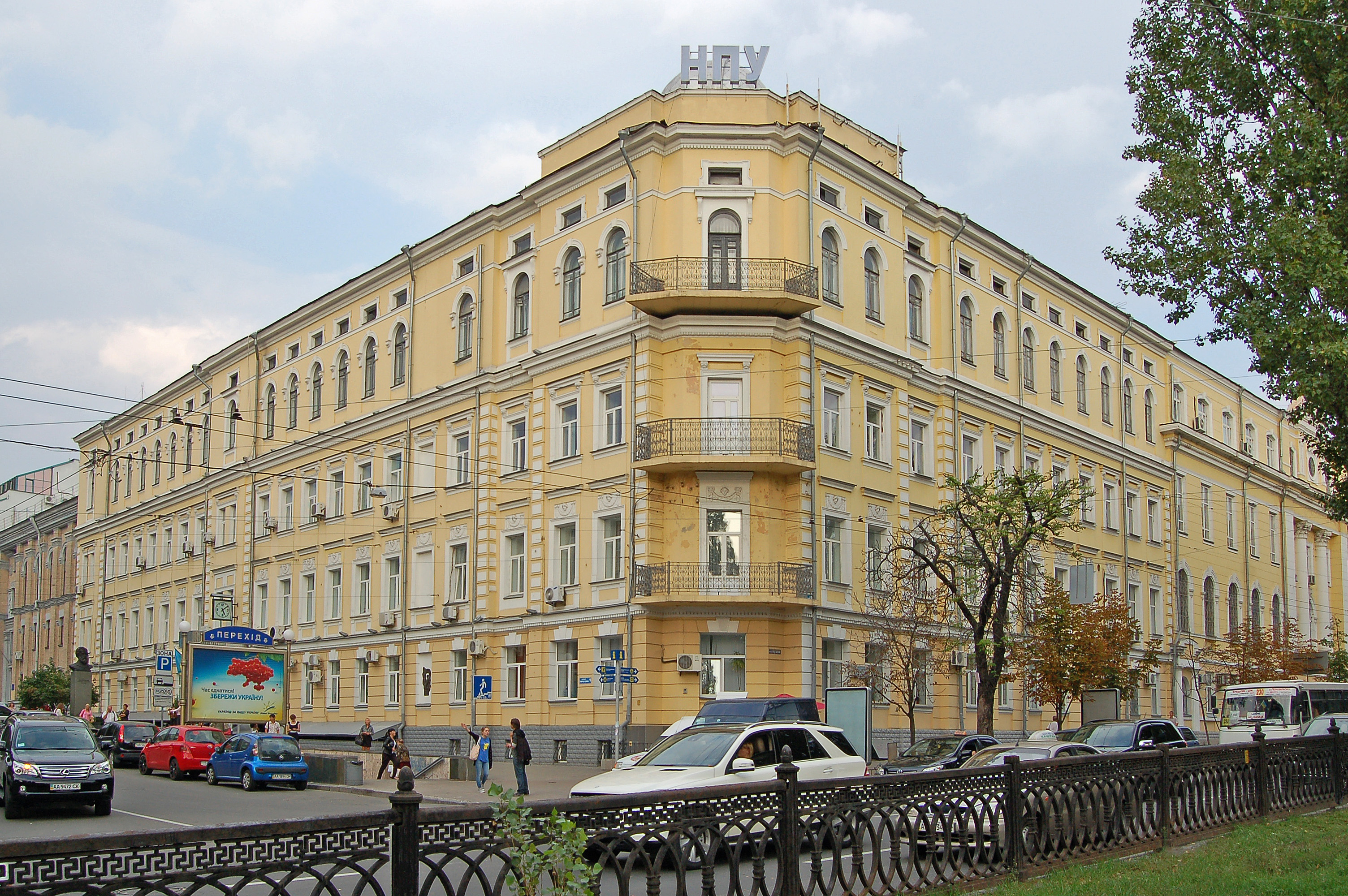
Université nationale de pédagogie de Drahomanov, Kiev

En 2004, après avoir obtenu son diplôme, Chevtchenko commence à donner des cours de biologie et d'éducation physique à l'Université Drahomanov,. Elle rejoint le Réseau des femmes en tant que volontaire, et commence à défendre les droits des femmes et des personnes LGBTQI+. Après sa participation à des émissions de télévision, au cours desquelles elle parle ouvertement de son homosexualité, des collègues mécontents se demandent si elle devrait être renvoyée. En tant qu'enseignante, elle s'élève contre une proposition visant à interdire aux personnes LGBTQI+ d'enseigner dans les universités. En 2007, elle fait un coming out auprès de ses parents. Son père l'accepte, mais pas sa mère.
Toujours en 2007, elle quitte le Réseau des femmes et cofonde une ONG nommée Insight, avec Anna Dovgopol notamment. Les objectifs de l’organisation sont de défendre l’inclusion LGBTQI+, à travers une plateforme féministe. En 2009, Chevtchenko démissionne de son poste d'enseignante pour se consacrer entièrement à son travail pour Insight .

### Débuts dans l'activisme
En 2010, Chevtchenko devient présidente d'Insight. Des menaces pèsent sur elle et sur les membres de l'ONG, raison pour laquelle celle-ci déménage très régulièrement et garde son adresse secrète. En 2011, Chevtchenko et d'autres activistes de groupes comme Insight, Offensive féministe et le Centre pour la culture visuelle organisent une marche pour la Journée des droits des femmes à Kiev. La marche est depuis devenue une tradition annuelle, mais depuis 2012, les personnes qui y participent  sont la cible d'attaques par l’extrême droite   et par différents groupes conservateurs et anti-féministes. Ceux-ci militent à la fois contre l'émancipation des femmes vis-à-vis de leurs rôles traditionnels, et contre la visibilité des personnes LGBTQI+. 
En 2012, Chevtchenko est élue coprésidente d'une organisation parapluie, le Conseil LGBT d'Ukraine. Elle devient l'une des militantes les plus connues d'Ukraine, participant à de nombreux événements visant à améliorer la visibilité de la communauté LGBTQI+. Elle cherche à adopter une perspective intersectionnelle visant à croiser les discriminations vécues par les femmes et personnes LGBTQI+ avec celles subies par d'autres groupes marginalisés du pays . La journaliste Teresa Lachtchouk a rapporté que Chevtchenko « est probablement la lesbienne la plus célèbre d'Ukraine ».
Chevtchenko donne des cours d’autodéfense à des militantes féministes, menacées suite à leurs prises de position publiques. Elle s'engage contre les lois imposant la stérilisation des personnes transgenres, ou qui s'avèrent discriminatoires vis-à-vis de groupes marginalisés. Elle prend position pour que le système éducatif évolue, notamment les manuels scolaires, dans l'attente que ceux-ci proposent des modèles plus diversifiés et moins stéréotypés des rôles masculins et féminins. Elle recense les menaces et les agressions à l'encontre des activistes féministes et LGBTQI+, et organise des formations pour le corps médical, les psychologues et la police afin de promouvoir les droits humains. Elle organise également des conférences, des expositions, des festivals et des projections de films afin de promouvoir l'acceptation des personnes LGBTQI+ .
En 2012, Chevtchenko est arrêtée pour avoir manifesté lors de la Journée internationale des droits humains contre une loi interdisant la « promotion de l'homosexualité » et limitant le droit de réunion. L'autorisation de manifester initialement obtenue avait été révoquée par la justice, au motif qu'une opposition conservatrice était probable et que la police s'était montrée réticente à offrir une protection. Le rassemblement est par conséquent considéré comme illégal par la police, qui l'arrête avec sept autres manifestants et cinq contre-manifestants . Elle est reconnue coupable d'avoir violé la loi sur le droit de réunion et condamnée à une amende. Elle perd son procès en appel 2013.

### Euromaïdan et ses suites

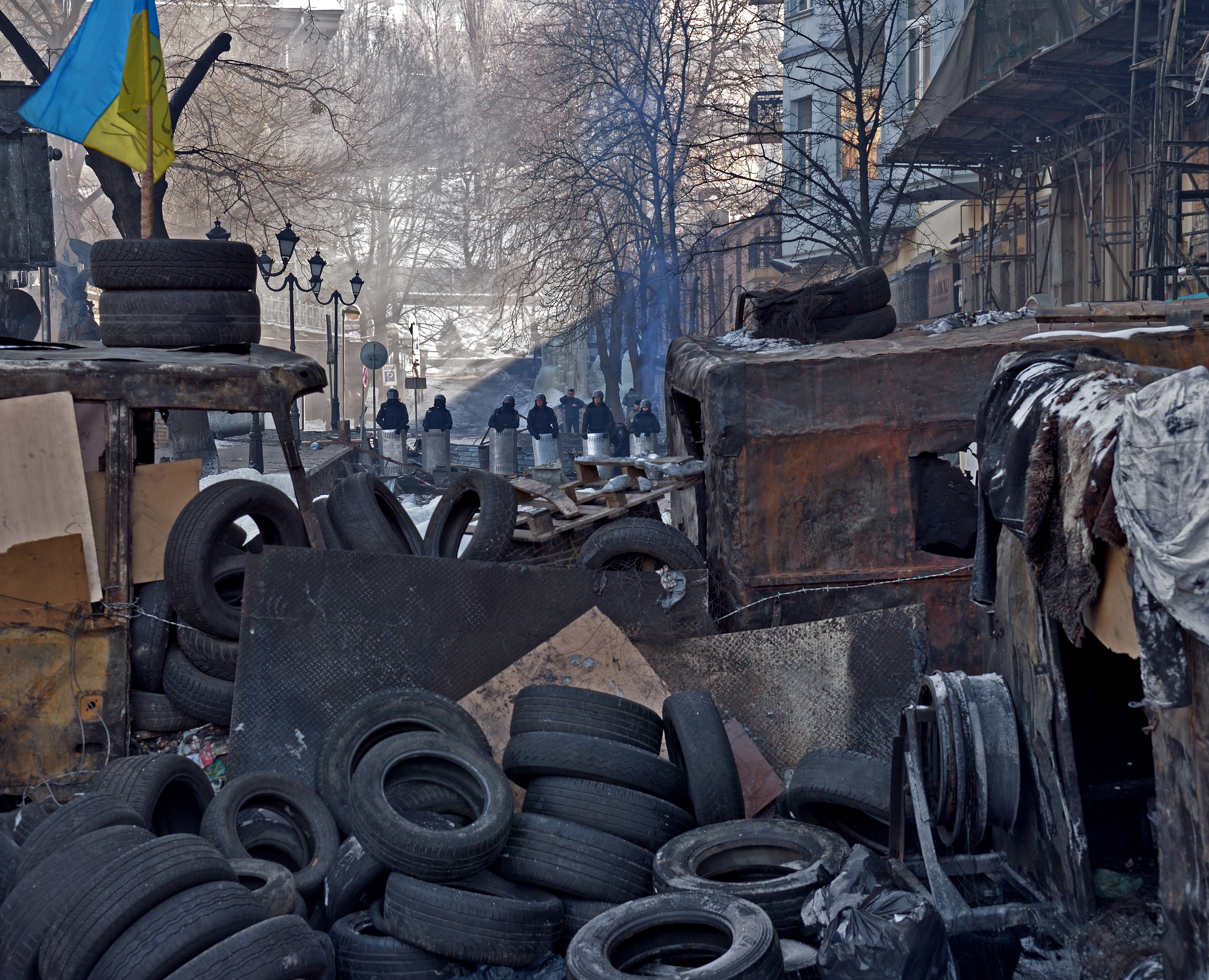
Barricades érigées lors de l'Euromaïdan en 2014 à Kiev

En 2013, des mouvements issues de la société civile lancent Euromaïdan, en protestation contre la décision du gouvernement de nouer des liens plus étroits avec la Russie et de s'éloigner de l'Europe. Chevtchenko rejoint d'autres militants sur Maidan Nezalezhnosti (place de l'Indépendance), et rejoint les patrouilles de sécurité du camp, organisant et formant des femmes pour maintenir la sécurité des barricades.  Cette année-là, la Marche des femmes se mobilise contre des lois visant à interdire l'avortement et à criminaliser l'homosexualité. Lorsque le gouvernement de Viktor Ianoukovitch tombe en février 2014, Chevtchenko exprime l’espoir que cet évènement marque le début d'une nouvelle ère de respect des droits humains.
Au moment de l’annexion de la péninsule de Crimée par les forces russes, Chevtchenko tente de convaincre des propriétaires d’héberger les personnes LGBTQI+ forcées de se déplacer pour fuir la zone. À l’été 2014, le premier refuge pour personnes LGBTQI+ ouvre à Kiev. Le lieu offre un logement à court terme, des soins médicaux, des conseils pour trouver un emploi et des cartes de transports en commun. Après deux ans, les financements étrangers prennent fin. Insight réoriente alors les fonds collectés pour d'autres projets pour maintenir le refuge en activité.

### Activisme pour les droits humains

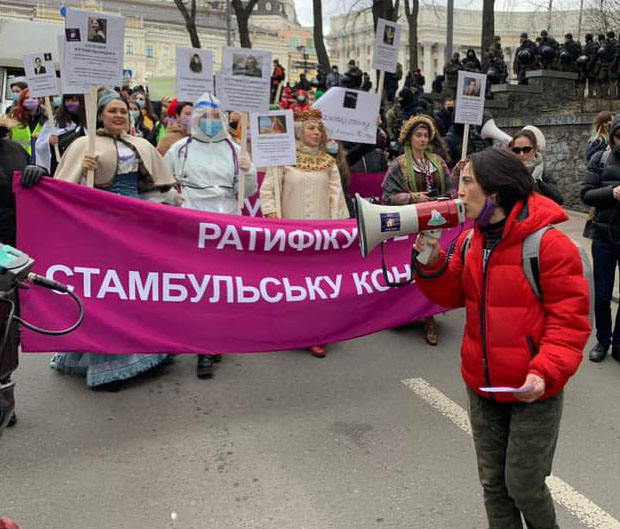
Shevchenko à la tête de la Marche des femmes de 2021 à Kiev.

Bien que Chevtchenko ait présidé le comité qui a planifié la Marche pour l'égalité de 2014 à Kiev, l'événement a dû être annulé lorsque la police l'a informée qu'elle ne serait pas en mesure d'assurer la sécurité. De même, cette année-là, la Marche des femmes a été annulée. À partir de 2014, Shevchenko travaille avec d'autres organisations comme la Coalition contre la Discrimination, le Commissaire aux droits de l'homme, le programme Droits humains et Justice de la Fondation Internationale Renaissance, et Sans Frontières, pour créer le Festival de l’Égalité. Encourageant les personnes qui y participent à lutter contre les discriminations, l'événement annuel comprend des conférences, des ateliers sur les mouvements de protestation, des projections de films et des expositions photo. À partir de 2015, la Marche des femmes se concentre sur les inégalités en général, plutôt que sur des protestations contre des lois spécifiques. Cette évolution vise à diversifier les modes d'action et à encourager la désescalade de la violence dans une société de plus en plus militarisée. Chevtchenko participe à l'exposition de 2015 du PinchukArtCentre, Patriots, Citizens, Lovers…, qui présente l'art de Carlos Motta et présente des entretiens avec onze activistes, mettant en lumière la culture queer et discutant de l'histoire et des problèmes rencontrés dans leur communauté.
En 2016, lors du Festival de l'égalité à Lviv, Chevtchenko rapporte que seules soixante des deux cents personnes inscrites ont pu se rendre dans la salle de conférence, qui était encerclée par des opposants à l'événement. Une alerte à la bombe est reçue et les participants sont évacués après environ quatre heures. À la fin du festival, des opposants les attaquent avec des pierres et du gaz poivré. Des pétards sont lancés sur le bus dans lequel se trouvait Chevtchenko . La police ne leur offre pas de protection et Shevchenko reçoit des informations selon lesquelles les manifestants la recherchaient. Des volontaires et leurs proches la secourent, l'emmènent chez eux et la nourrissent, et organisent son retour à Kiev après la tombée de la nuit. En raison de menaces répétées contre sa sécurité, Chevtchenko est inscrite en 2017 au projet Natalia des défenseurs des droits civiques . Le service permet de déclencher une alarme via un émetteur GPS pour alerter ses collègues lorsqu'elle est en danger imminent.
Les Marches des Femmes de 2017 et 2018 sont toutes deux axées sur la lutte contre les violences. En 2018, les opposants de droite organisent une contre-manifestation sans attaquer directement les manifestants. Après l'événement, Chevtchenko est poursuivie en justice par des radicaux d'extrême droite. Ceux-ci affirment que l'utilisation du symbole d'un trident ukrainien, lors des Marches, est un manque de respect envers le National Squad (uk), un groupe paramilitaire associé au régiment Azov . Le département de police du district de Shevchenkivsky déclare lors de l'audience qu'elle aurait dû prévoir que l'affiche serait jugée offensive et provoquerait des troubles, et empêcher son utilisation. Cependant,,[Quoi ?]Chevtchenko témoigne qu'elle n'avait aucune connaissance préalable de l'affiche et qu'elle ne l'avait pas vue. Le juge statue qu'il n'existait pas de réglementation légale définissant les procédures d'application du Code administratif, et que, par conséquent, conformément aux dispositions de la Convention européenne des droits de l'homme, Chevtchenko ne peut être accusée ou tenue responsable de l'affiche ou de son contenu.

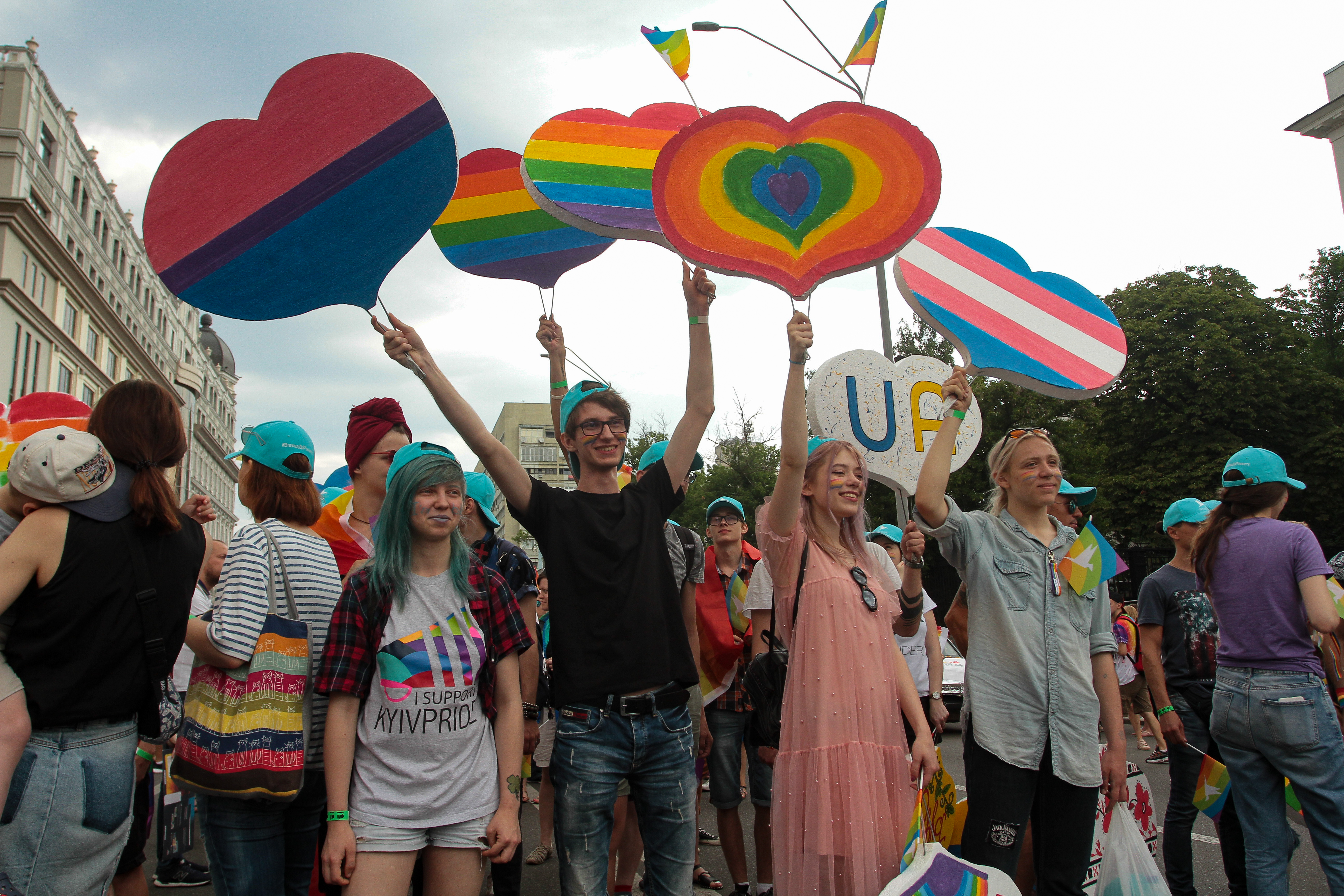
Défilé pour l’Égalité 2019, Kiev

Lors du Festival de l’Égalité organisé à Tchernivtsi en 2018, des radicaux d'extrême droite, accompagnés de prêtres, tentent d'empêcher les participants d'accéder au lieu de la manifestation. Après plusieurs heures, une trentaine de participants réussissent à pénétrer dans la salle, mais sont gazés. Des marteaux sont lancés sur eux. Chevtchenko et un responsable du gouvernement exhortent les radicaux à trouver un autre moyen de manifester leur opposition. Cette année-là, lors de la marche du Jour du souvenir transgenre, Chevtchenko et d’autres militants sont pris pour cible par des opposants qui lancent des fumigènes sur la foule. Deux personnes sont blessées après avoir été gazées. En réponse, la police, incapable de contenir les opposants, arrête la manifestation, divisant les militants et les forçant à monter dans les rames de métro. Lors de la Marche des Fiertés en 2018, des opposants menacent publiquement les activistes LGBTQI+ d'Ukraine. Ils font la promotion d'un « safari » avec des propositions de « points » qui seraient attribués aux chasseurs pour avoir attaqué des activistes de premier plan comme Chevtchenko . En 2019, Chevtchenko est personnellement agressée à Kiev. Deux agresseurs la battent en criant des insultes homophobes .
Au début de la pandémie de COVID-19 en mars 2020, l’ancien patriarche Philarète de l’Église orthodoxe ukrainienne (Patriarcat de Kiev) impute la propagation de la maladie au péché, et en particulier au mariage homosexuel . En réponse, Chevtchenko et Insight intentent en avril une action en justice devant le tribunal du district de Shevchenkivskyi contre lui pour diffusion de fausses informations susceptibles de provoquer des violences contre la communauté LGBTQI+ . Ils demandent que la chaîne de télévision ayant diffusé l'interview de Philarète retire ses allégations et que l'Église publie une déclaration désavouant ses propos . En réponse, l'Église déclare qu'en tant que patriarche honoraire, en tant qu'ecclésiastique et en tant qu'individu, Philarète a la liberté d'exprimer ses opinions sur la moralité . En raison des restrictions de mouvement dues à la pandémie et des positions antérieures du tribunal sur ces questions, Diana Krechetova, journaliste à l'Associated Press, rapporte que le recours est susceptible d'être rejeté . Aucune mesure n’avait encore été prise en septembre, lorsque Filaret contracte la COVID .
En 2010, Chevtchenko est élue pour un mandat de deux ans au Conseil d'Administration de l'Organisation internationale des jeunes, étudiants et étudiantes lesbiennes, gays, bisexuelles, transgenres, queers et intersexes (IGLYO) . Elle est élue au Conseil d'Administration de la branche européenne de l'Association internationale des personnes lesbiennes, gays, bisexuelles, trans et intersexuées (ILGA) en 2016, et réélue pour deux nouveaux mandats en 2018 et en 2020 . Elle est membre du conseil d'administration de la Communauté Lesbienne* EuroCentralAsian (EL*C) depuis sa fondation en 2016. EL*C organise les Conférences lesbiennes européennes, qui visent à informer et à permettre aux lesbiennes d'entrer en contact et de travailler ensemble, afin de soutenir les membres de la communauté.
En 2019, Chevtchenko milite avec succès pour que la Conférence lesbienne européenne* se tienne à Kiev afin d'y donner de la visibilité à la communauté lesbienne . La conférence est attaquée par des opposants qui lancent des gaz lacrymogènes et brisent des vitres à coups de battes de baseball, malgré la protection de la police locale et de services de sécurité privée .
En plus de planifier et de coordonner des événements internationaux, Shevchenko est régulièrement invitée à s'exprimer lors de conférences et événements, tels que l'Europride à Riga, en Lettonie, en 2015, la conférence El*C 2017 à Vienne, en Autriche, et la conférence annuelle du Comité norvégien d'Helsinki à Oslo en 2019  . En 2022, elle participe à une conférence en ligne, « Global Conversations Towards Queer Social Justice: Queer Dis/Placements », parrainée par le Centre de recherche en Art, Sciences Sociales et Humanités de l'Université de Cambridge. En 2021, Shevchenko reçoit la Tulipe des droits de l'homme du ministère néerlandais des Affaires étrangères pour son travail de pionnière dans le domaine des droits humains  . L'année suivante, elle reçoit, avec l'ONG Insight, le quatrième Prix international de la ville de Paris pour les droits des personnes LGBTI+, pour son soutien continu à la communauté LGBTQI+, malgré le conflit en cours en Ukraine.

### Guerre entre la Russie et l'Ukraine
En 2022, la Russie envahit l’Ukraine. Chevtchenko prévoit au départ de rester à Kiev. Lorsque les bombardements atteignent son quartier, elle est évacuée vers Lviv le 10 mars. À partir de là, elle s'engage avec Insight pour fournir des secours aux femmes et aux enfants. Avec l’aide d’El*C, elle travaille à la mise en place d’un abri pour les personnes LGBTQI+ déplacées. Des activistes établissent deux maisons sécurisées à la frontière polonaise et commencent à créer des réseaux avec des équipes en Bulgarie, en Moldavie et en Roumanie pour renforcer leur portée régionale et leur capacité à aider Shevchenko en Ukraine. Les réfugiées lesbiennes et queer et leurs enfants qui doivent quitter l'Ukraine reçoivent un numéro de téléphone pour établir un contact avec les militants d'El*C de l'autre côté de la frontière, qui les emmènent dans les refuges et leur fournissent un soutien de base, dans l'attente qu'une solution plus permanente soit trouvée à l'étranger. Après avoir ouvert des refuges de l'autre côté de la frontière, Chevtchenko commence à organiser des refuges dans l'ouest de l'Ukraine. En avril, alors qu'elle décharge des dons de marchandises d'un véhicule de livraison, Shevchenko est attaquée et aspergée de gaz lacrymogène par un agresseur inconnu. Malgré l'attaque, elle continue d'organiser l'aide en expédiant des marchandises dans tout le pays pour garantir que les femmes, généralement ignorées pendant les efforts de guerre en faveur des combattants, disposent de nourriture et de fournitures adéquates.
Le Times élit Olena Chevtchenko Femme de l'année 2023. Dans une interview, elle parle de son engagement pendant la guerre et souligne la situation précaire des femmes et des personnes LGBTQI+. Elle explique qu'elle reçoit régulièrement des critiques du fait qu'elle focalise ses actions sur les femmes et les personnes LGBTQI+. La réalité, dit-elle, est que ces communautés sont particulièrement vulnérables en temps de guerre. Les personnes LGBTQI+ sont confrontées à une discrimination féroce de la part de leurs compatriotes ukrainiens, l'aide humanitaire ne prend globalement pas en compte les besoins des personnes handicapées. Elle souligne également que le niveau de violence sexuelle pendant la guerre est inimaginable.

## Œuvres choisies
Shevchenko a écrit de nombreux rapports et co-écrit plusieurs études sur les droits humains, ainsi qu'un dictionnaire de termes LGBTQI+ en ukrainien. D'autres incluent :
- Дотримання громадянських прав трансгендерних людей [« Respect for the Civil Rights of Transgender People »] (rapport), Kyiv, Ukraine, Insight,‎ 2012 (lire en ligne) [archive du 16 mai 2021]
- Абетка з прав ЛГБТ [« The LGBT Rights ABC »] (rapport), Kyiv, Ukraine, Insight,‎ 2014 (lire en ligne) [archive du 24 octobre 2018][4]
- (en) Human Rights of LBTIQ Women in Ukraine (rapport), Kyiv, Ukraine, UN Women, Global Affairs Canada, 2019 (OCLC 1310273210, lire en ligne) [archive du 19 juin 2022]
- Olena Shevchenko, Beijing +25 Years on: Parallel Report Ukraine 2014–2019, Kyiv, Ukraine, Friedrich-Ebert-Stiftung, 2019 (ISBN 978-617-7574-05-6), « Women Living with HIV / Women with Diverse Sexual Orientations and Gender Identities »[49]

## Sources et bibliographie
(avril 2025).
- Umberto Bacchi, « 'Are you scared?': Protests as lesbian conference kicks off in Ukraine », Reuters, London,‎ 12 avril 2019 (lire en ligne [archive du 26 mai 2021], consulté le 20 juin 2022)
- (uk) Ivan Bondarchuk, « Вручення номінацій 'Студент Києва-2001' » [« Presentation of Nominations 'Student of Kyiv-2001' »] [archive du 10 août 2012], Kyiv, Ukraine, National Olympic Committee of Ukraine,‎ 24 décembre 2001 (consulté le 18 juin 2022)
- (uk) Igor Burdyga, « Як у Києві проходить європейська конференція лесбійок » [« How the European Lesbian Conference Is Being Held in Kiev »], Deutsche Welle, Bonn, Germany,‎ 13 april 2019b (lire en ligne [archive du 26 mai 2021], consulté le 20 juin 2022)
- (uk) Igor Burdyga, « 'Нацдружини' і вибори в Україні: спостерігачі за демократією в камуфляжі » [« 'National Squad" and Elections in Ukraine: Democracy Observers in Camouflage »], Deutsche Welle, Bonn, Germany,‎ 17 january 2019a (lire en ligne [archive du 26 mai 2021], consulté le 20 juin 2022)
- (en) Silvia Casalino, Leila Lohman et Karima Zahi European Lesbian* Conference – Report (rapport), Vienna, Austria, EuroCentralAsian Lesbian* Community, décembre 2017 (lire en ligne, consulté le 18 juin 2022) [archive du 9 mai 2019]
- Tiphaine Dubuard, « Paris récompense Le Réseau de Santé Trans, Free Sénégal et Insight-Ukraine pour leurs actions envers les personnes LGBTI+ » [« Paris Rewards the Trans Health Network, Free Senegal and Insight-Ukraine for Their Actions Towards LGBTI+ People »] [archive du 1er juin 2022], sur Komitid, Paris, France, Komitid Connection SAS, 18 mai 2022 (consulté le 18 juin 2022)
- J. Lester Feder, « 'Back to the Closet': The Fight for Ukraine Is Also a Fight for LGBTQ Rights », Condé Nast, New York City, New York,‎ 4 mars 2022 (ISSN 0733-8899, lire en ligne [archive du 4 juin 2022], consulté le 22 juin 2022)
- (uk) Bjorn Geldhof, « PinchukArtCentre представляє персональну виставку колумбійського художника Карлоса Мотти "Патріоти. Громадяни. Коханці..." » [« PinchukArtCentre Presents a Personal Exhibition of Colombian Artist Carlos Motta 'Patriots, Citizens, Lovers…' »] [archive du 21 juin 2021], sur PinchukArtCentre News, Kyiv, Ukraine, PinchukArtCentre,‎ 29 octobre 2015 (consulté le 18 juin 2022)
- (uk) Anna Gritsenko, « Марші 8 Березня: винайдення феміністичної традиції » [« March 8th March: Invention of the Feminist Tradition »], Heinrich Böll Foundation, Kyiv, Ukraine,‎ 16 mars 2018 (lire en ligne [archive du 26 mai 2021], consulté le 20 juin 2022)
- Clare Hand, « EL*C: The Lesbian Organization Offering Safety in & around Ukraine », Modern Spin Media, LLC, New York City, New York,‎ 24 mars 2022 (lire en ligne [archive du 12 mai 2022], consulté le 22 juin 2022)
- (uk) Yaroslav Karpyuk, « Чому у США звернули увагу на коронавірус Філарета » [« Why Did the US Pay Attention to Filaret's Coronavirus Comments »], BBC News, London,‎ 9 septembre 2020 (lire en ligne [archive du 15 mai 2022], consulté le 21 juin 2022)
- (uk) Maxim Kasianczuk et Sviatoslav Sheremet, Украинское ЛГБТ-движение, 25 [« Ukrainian LGBT Movement, 25 »], Kyiv, Ukraine, Всеукраинская общественная организация «Гей-альянс Украина»,‎ 2015 (lire en ligne)
- (uk) Diana Krechetova, « Суд може відмовити ЛГБТ-спільноті у позові проти Філарета через його скандальну заяву » [« Court May Deny LGBT Lawsuit against Filaret over Scandalous Statement »], Associated Press, New York, New York,‎ 14 april 2020b (lire en ligne [archive du 7 mai 2021], consulté le 21 juin 2022)
- (uk) Diana Krechetova, « ЛГБТ-активісти подали позов до суду проти Філарета через заяву, що одностатеві шлюби є причиною пандемії » [« LGBT Activists Sue Filaret over Allegations That Same-Sex Marriage Is the Cause of the Pandemic »], Associated Press, New York, New York,‎ 14 april 2020a (lire en ligne [archive du 23 avril 2021], consulté le 21 juin 2022)
- Michael K. Lavers, « Ukraine LGBTQ Group Chair Attacked », Washington Blade, Washington, D.C.,‎ 14 avril 2022 (lire en ligne [archive du 26 avril 2022], consulté le 22 juin 2022)
- Michael Luongo, « Europride Conferences Highlight Eastern European Issues », Gay City News, New York City, New York,‎ 9 juillet 2015 (lire en ligne [archive du 27 septembre 2020], consulté le 22 juin 2022)
- (uk) Anastasia Melnichenko, « Навіщо Україні Жіноча сотня? » [« Why Ukraine Women's Hundred? »] [archive du 26 novembre 2020], sur boell.org, Berlin, Germany, Heinrich Böll Foundation,‎ 25 mars 2014 (consulté le 19 juin 2022)
- Josh Milton, « Ukraine's first-ever LGBT shelter forced to close after running out of money », PinkNews, London,‎ 10 octobre 2019 (lire en ligne [archive du 14 juin 2021], consulté le 22 juin 2022)
- Beijing +25 Years on: Parallel Report Ukraine 2014–2019, Kyiv, Ukraine, Friedrich-Ebert-Stiftung, 2019 (ISBN 978-617-7574-05-6, lire en ligne [archive du 15 mai 2022])
- Oliya Scootercaster, « LGBTQ and Women's Rights Activist Continues Helping Women in Ukraine During War, Despite Recent Hate Attack » [archive du 20 avril 2022], sur Freedom News TV, New York City, New York, FNTV, 17 avril 2022 (consulté le 22 juin 2022)
- (uk) Olena Shevchenko, « Фестиваль рівності у Львові. Як нам вдалося лишитися живими » [« Festival of Equality Near Lviv: How Far Away We Lose Our Lives »] [archive du 20 juin 2022], sur Radio NV, Kyiv, Ukraine, Dragon Capital,‎ 23 mars 2016 (consulté le 20 juin 2022)
- Mina Wikshåland Skouen, « Investigate attack on Olena Shevchenko » [archive du 27 février 2022], sur Norwegian Helsinki Committee, Oslo, Norway, 23 october 2019b (consulté le 22 juin 2022)
- Mina Wikshåland Skouen, « A Woman's Place Is on the Barricades » [archive du 19 avril 2022], sur Norwegian Helsinki Committee, Oslo, Norway, 23 october 2019a (consulté le 22 juin 2022)
- (uk) Alexander Strelnikov, « Олена Шевченко: піонерка з адвокації прав ЛГБТ+ в Україні, голова організації Інсайт » [« Olena Shevchenko: Pioneer in LGBT+ Advocacy in Ukraine, Chair of Insight »] [archive du 20 juin 2022], sur Radio NV, Kyiv, Ukraine, Dragon Capital,‎ 26 décembre 2021 (consulté le 21 juin 2022)

- (uk) Boris Tkachuk, « ЛГБТ-активісти через суд вимагатимуть, аби патріарх Філарет спростував заяву, що причиною пандемії є одностатеві шлюби » [« LGBT Activists Demand in Court Patriarch Filaret Withdraw the Statement That the Pandemic Was Caused by Same-Sex Marriages »] [archive du 23 avril 2022], sur Hromadske, Kyiv, Ukraine,‎ 14 avril 2020 (consulté le 21 juin 2022)
- Daniel Villarreal, « Ukrainian church leader who blamed COVID-19 on gay marriage tests positive for virus », NBC News, New York, New York,‎ 8 septembre 2020 (lire en ligne [archive du 21 mars 2022], consulté le 21 juin 2022)
- (uk) Julia Vorona et Eldar Sarakhman, « Права меншості мають бути відвойовані зараз – ЛГБТ-люди про "сафарі" на активістів, гомофобію та гранти » [« Minority Rights Must Be Regained Now – LGBT People about "Safari" on Activists, Homophobia and Grants »], Ukrayinska Pravda, Kyiv, Ukraine,‎ 15 juin 2018 (lire en ligne [archive du 25 janvier 2022], consulté le 22 juin 2022)
- Shaun Walker et Harriet Salem, « Ukraine: 'The dictatorship has fallen.' But What Will Take Its Place? », The Observer, London,‎ 22 février 2014 (lire en ligne [archive du 12 juin 2022], consulté le 22 juin 2022)
- (uk) « У Києві затримані активісти, які виступали проти заборони пропаганди гомосексуалізму » [« Activists Protesting Against the Ban on Homosexual Propaganda Have Been Detained in Kyiv »], Ukrayinska Pravda, Kyiv, Ukraine,‎ 8 décembre 2012 (lire en ligne [archive du 25 janvier 2022], consulté le 19 juin 2022)
- (uk) « Фестиваль рівності » [« Equality Festival »] [archive du 24 juillet 2018], sur Secretariat of the Commissioner for Human Rights of Ukraine, Kyiv, Ukraine, Government of Ukraine,‎ 11 décembre 2014 (consulté le 20 juin 2022)
- « Hundreds of Lesbians Will Meet in Ukraine for El*C 2019 » [archive du 17 juin 2018], sur European Lesbian* Conference, Vienna, Austria, EuroCentralAsian Lesbian* Community, 16 juin 2018 (consulté le 20 juin 2022)
- (uk) « 'Тюльпан прав людини' від уряду Нідерландів отримали правозахисниці Оксана Романюк та Олена Шевченко » [« Human Rights Defenders Oksana Romanyuk and Olena Shevchenko Receive 'Human Rights Tulip' from the Netherlands »], Zmina, Kyiv, Ukraine,‎ 10 décembre 2021 (lire en ligne [archive du 26 décembre 2021], consulté le 21 juin 2022)
- (uk) « У Чернівцях ультраправі блокували підходи до мерії через Фестиваль рівності » [« In Chernivtsi, the Ultra-Right Blocked the Approach to the Mayor's Office because of the Festival of Equality »], Zmina, Kyiv, Ukraine,‎ 20 juillet 2018 (lire en ligne [archive du 30 novembre 2020], consulté le 20 juin 2022)
- (uk) « Керівництво » [« Leadership »] [archive du 17 août 2021], sur npu.edu.ua, Kyiv, Ukraine, National Pedagogical Drahomanov University,‎ 2007 (consulté le 18 juin 2022)
- (uk) « Марш до Дня пам'яті трансгендерів у Києві зірвали й закидали 'димовухами' » [« March for Transgender Remembrance Day in Kyiv Disrupted and 'Smoked' »], BBC News, London,‎ 18 novembre 2018 (lire en ligne [archive du 21 janvier 2022], consulté le 19 juin 2022)
- (en) Nothing To Be Proud Of: Discrimination against LGBTI People in Ukraine (rapport), London, Amnesty International International Secretariat, mai 2013 (OCLC 7348231385, lire en ligne, consulté le 20 juin 2022) [archive du 20 juin 2022]
- (uk) « Олена Шевченко » [« Olena Shevchenko »] [archive du 20 février 2020], sur DocuDays, Kyiv, Ukraine, Docudays UA International Human Rights Documentary Film Festival,‎ 2018 (consulté le 19 juin 2022)
- « Olena Shevchenko » [archive du 6 janvier 2021], sur ILGA World, Geneva, Switzerland, International Lesbian, Gay, Bisexual, Trans and Intersex Association, 2021 (consulté le 17 juin 2022)
- « Olena Shevchenko: The LGBTI+ Activist Who Refuses To Be Silenced » [archive du 3 mars 2022], sur crd.org, Stockholm, Sweden, Civil Rights Defenders, 22 septembre 2020 (consulté le 21 juin 2022)
- « Queer Dis/Placements » [archive du 20 mars 2022], sur CRASSH, Cambridge, Cambridgeshire, Cambridge University, 5 mai 2022 (consulté le 22 juin 2022)
- « Report on Governance Activities of the Executive Board », International Lesbian, Gay, Bisexual, Trans and Intersex Association, Brussels, Belgium,‎ 2020 (lire en ligne [archive du 17 mai 2022], consulté le 18 juin 2022)
- (uk) « Шевченківський райсуд не побачив складу злочину в плакаті з тризубом на Марші 8 березня в Києві » [« Shevchenkivsky District Court Did Not See the Corpus Delicti in the Poster with a Trident at the March 8th March in Kyiv »], Zmina, Kyiv, Ukraine,‎ 15 mars 2018 (lire en ligne [archive du 24 mars 2022], consulté le 20 juin 2022)
- (uk) « Шевченко Олена » [« Shevchenko, Olena »] [archive du 6 février 2019], sur expertky.povaha.org, Kyiv, Ukraine, Повага Кампанія Проти Сексизму [Respect Campaign Against Sexism],‎ 2016 (consulté le 18 juin 2022)
- « Speakers: Olena Shevchenko » [archive du 19 avril 2022], sur European Lesbian* Conference, Vienna, Austria, EuroCentralAsian Lesbian* Community, 2020 (consulté le 22 juin 2022)
- (uk) « Марш рівності ЛГБТ у Києві скасували » [« The LGBT Equality March in Kyiv Has Been Canceled »] [archive du 26 mai 2021], sur National LGBT Portal of Ukraine, Kyiv, Ukraine, Точкою Опори.org,‎ 4 juillet 2014 (consulté le 18 juin 2022)
- (uk) « Украинское ЛГБТ-движение: ретроспектива » [« Ukrainian LGBT Movement: A Retrospective »] [archive du 26 mai 2021], sur upogau.org, Kyiv, Ukraine, Gay Alliance Ukraine,‎ 17 juillet 2014 (consulté le 18 juin 2022)